# Pavlogradskij rajon (Oblast' di Omsk)
Il Pavlogradskij rajon (in russo Павлоградский район?) è un rajon dell'Oblast' di Omsk, nella Russia asiatica; il capoluogo è Pavlogradka. Istituito nel 1924, ricopre una superficie di 2.500 chilometri quadrati e consta di una popolazione di circa 20.000 abitanti.